# Security Information and Event Management
Nel campo della sicurezza informatica con l’acronimo SIEM (security information and event management) ci si riferisce ad una serie di prodotti software e servizi che combinano/integrano le funzionalità offerte dai SIM (security information management) a quelle dei SEM (security event management).
Il termine security information and event management è stato coniato da Mark Nicolett e Amrit Williams dell'azienda americana Gartner nel 2005.

## Descrizione

### SEM e SIM
Pur fornendo funzionalità differenti gli acronimi SIM, SEM e SIEM vengono spesso utilizzati come intercambiabili.
Il SEM provvede al monitoraggio e alla gestione sistema real-time degli eventi che accadono all'interno della rete e sui vari sistemi di sicurezza, fornendo una correlazione e aggregazione tra essi. Presenta una console centralizzata adibita al monitoraggio, alla segnalazione e risposta automatica a determinati eventi.
Il SIM è un software utilizzato per automatizzare il processo di raccolta e gestione dei log non in tempo reale. I dati vengono raccolti e spediti ad un server centralizzato tramite l’utilizzo di software agent installati sui vari dispositivi del sistema monitorato.
La possibilità di usufruire di spazi di archiviazione a lungo termine unita all'analisi dei dati consente la generazione di report personalizzati.

### Funzionalità
I SIEM integrano le funzionalità offerte dai SEM e SIM al fine di poter combinare all’analisi svolta in tempo reale degli eventi, la possibilità di fornire report inerenti ai dati raccolti, rispondendo alle esigenze di incident response, compliance e di analisi forense.
I software SIEM sono installati tipicamente all’interno di un server centralizzato affiancati ad un database dove vengono memorizzati i dati raccolti.
Di seguito sono riportate le principali funzionalità offerte:
- Raccolta dati: I log sono la fonte principale di dati analizzati da un SIEM. Ogni apparato di sicurezza, software, database, presente nel sistema invia i dati contenuti all’interno dei file di log al server principale sul quale risiede il SIEM. L’invio dei dati può essere gestito tramite software agent oppure consentendo al SIEM di accedere direttamente al dispositivo. La scelta su quale metodo utilizzare è correlata ai dispositivi che utilizziamo.
- Parsing e normalizzazione: Ogni dispositivo gestisce e conserva i dati a modo suo, il SIEM provvede ad uniformare i dati raccolti, catalogandoli per tipo di dispositivo e tipo di dato, agevolandone l’interpretazione.
- Correlazione: La correlazione tra eventi diversi è una delle funzionalità principali, consente di integrare ed analizzare gli eventi provenienti da diverse fonti. Sebbene il SIEM disponga di una serie di regole di correlazione già predefinite, mette a disposizione la possibilità di creare delle regole personalizzate al fine di soddisfare le esigenze degli amministratori. Basandoci sulla correlazione tra gli eventi di sicurezza e i dati sulle vulnerabilità presenti nel sistema è possibile attribuire una priorità ad un evento.
- Reporting: L’archiviazione dei dati a lungo termine unita alla possibilità di sfruttare query personalizzate per l’estrazione dei dati, consentono la creazione di report. I report possono essere utilizzati a scopo di audit, compliance o di analisi forense.
- Dashboard: Le dashboard forniscono un quadro generale dell’ambiente di lavoro in tempo reale. Tramite questi strumenti è possibile fornire una rappresentazione dei dati sotto forma di diagrammi o altri modelli, consentendo agli analisti di individuare rapidamente attività anomale.
- Notifiche: I segnali di notifica e avviso vengono generati al presentarsi di determinati eventi, informando gli utenti di una possibile minaccia. Le segnalazioni possono avvenire tramite dashboard o utilizzando servizi di terze parti come la posta elettronica o gli SMS.

### Casi d'uso
L’esperto di sicurezza informatica Anton Chuvakin, indicò tramite un articolo pubblicato sul blog dell'azienda Americana Gartner, i principali casi d’uso di un software SIEM:
- Tracciare le autenticazioni attraverso i sistemi, individuando, se presenti, gli accessi non autorizzati.
- Rilevamento di malware, parti infette del sistema.
- Monitoraggio delle connessioni sospese e trasferimento dei dati. Rilevamento di connessioni sospette verso l’esterno.
- Segnalazione nel caso di intrusion prevention system (IPS) o intrusion detection system (IDS) basandosi sui dati inerenti alle vulnerabilità e altri dati contestuali raccolti dal SIEM.
- Violazione delle politiche interne del sistema.
- Tentativi di attacco e compromissione al corretto funzionamento delle applicazioni web.

### Integrazione con i big data
Come in diversi significati e definizioni di capacità, l'evoluzione dei requisiti continua a modificare le derivazioni dei prodotti della categoria SIEM. Le organizzazioni stanno passando a piattaforme di big data, come Apache Hadoop, per completare le capacità di SIEM estendendo la capacità di data storage e di flessibilità analitica. Il bisogno di visibilità voce-centrica o vSIEM (voice security information and event management) fornisce un recente esempio di questa evoluzione.